# Nic Fink
Nicolas (Nic) Fink (Morristown (New Jersey), 5 juli 1993) is een Amerikaanse zwemmer. Hij vertegenwoordigde zijn vaderland op de Olympische Zomerspelen 2020 in Tokio.

## Carrière
Bij zijn internationale debuut, op de wereldkampioenschappen zwemmen 2013 in Barcelona, eindigde Fink als achtste op de 100 meter schoolslag. Op de 4×100 meter wisselslag zwom hij samen met David Plummer, Eugene Godsoe en Jimmy Feigen in de series, in de finale werden Matt Grevers, Kevin Cordes, Ryan Lochte en Nathan Adrian gediskwalificeerd.
Op de Pan-Pacifische kampioenschappen zwemmen 2014 in Gold Coast veroverde hij de zilveren medaille op de 200 meter schoolslag, op de 100 meter schoolslag eindigde hij op de vierde plaats.
In Kazan nam de Amerikaan deel aan de wereldkampioenschappen zwemmen 2015. Op dit toernooi strandde hij in de halve finales van zowel de 100 als de 200 meter schoolslag.
Tijdens de wereldkampioenschappen kortebaanzwemmen 2016 in Windsor eindigde Fink als vierde op de 200 meter schoolslag en als zevende op de 100 meter schoolslag. Samen met Matthew Josa, Josh Prenot en Michael Chadwick zwom hij in de series van de 4×100 meter wisselslag, in de finale werden Jacob Pebley, Cody Miller, Thomas Shields en Blake Pieroni gediskwalificeerd.
Op de wereldkampioenschappen zwemmen 2017 in Boedapest eindigde hij als vijfde op de 200 meter schoolslag.
In Lima nam de Amerikaan deel aan de Pan-Amerikaanse Spelen 2019. Op dit toernooi behaalde hij de zilveren medaille op de 200 meter schoolslag, op de 4×100 meter wisselslag legde hij samen met Daniel Carr, Thomas Shields en Nathan Adrian beslag op de gouden medaille.
Tijdens de Olympische Zomerspelen van 2020 in Tokio eindigde Fink als vijfde op de 200 meter schoolslag. Op de wereldkampioenschappen kortebaanzwemmen 2021 in Abu Dhabi werd hij wereldkampioen op zowel de 50 als de 200 meter schoolslag, daarnaast sleepte hij de bronzen medaille in de wacht op de 100 meter schoolslag en werd hij uitgeschakeld in de halve finales van de 100 meter wisselslag. Samen met Shaine Casas, Thomas Shields en Ryan Held veroverde hij de wereldtitel op de 4×50 meter wisselslag, op de 4×100 meter wisselslag legde hij samen met Shaine Casas, Trenton Julian en Ryan Held beslag op de zilveren medaille. Samen met Shaine Casas, Claire Curzan en Abbey Weitzeil behaalde hij de zilveren medaille op de gemengde 4×50 meter wisselslag.
In Boedapest nam de Amerikaan deel aan de wereldkampioenschappen zwemmen 2022. Op dit toernooi werd hij wereldkampioen op de 50 meter schoolslag, daarnaast sleepte hij de bronzen medaille in de wacht op de 100 meter schoolslag en eindigde hij als vijfde op de 200 meter schoolslag. Op de 4×100 meter wisselslag legde hij samen met Ryan Murphy, Michael Andrew en Ryan Held beslag op de zilveren medaille, samen met Hunter Armstrong, Torri Huske en Claire Curzan behaalde hij de wereldtitel op de gemengde 4×100 meter wisselslag.

## Internationale toernooien
| Jaar | Olympische Spelen                         | WK langebaan                                                                                          | WK kortebaan | PanPacs                                   | Pan-Amerikaanse Spelen                    |
| ---- | ----------------------------------------- | --- | --- | ----------------------------------------- | ----------------------------------------- |
| 2013 |                                           | 8e 100m schoolslag DSQ 4×100m wisselslag Fink zwom enkel de series                                    | |                                           |                                           |
| 2014 |                                           | | geen deelname | 4e 100m schoolslag · 200m schoolslag      |                                           |
| 2015 |                                           | 12e 100m schoolslag 10e 200m schoolslag                                                               | |                                           | geen deelname                             |
| 2016 | geen deelname                             | | 7e 100m schoolslag 4e 200m schoolslag DSQ 4×100m wisselslag Fink zwom enkel de series                                                      |                                           |                                           |
| 2017 |                                           | 5e 200m schoolslag                                                                                    | |                                           |                                           |
| 2018 |                                           | | geen deelname | geen deelname                             |                                           |
| 2019 |                                           | geen deelname                                                                                         | |                                           | 200m schoolslag · 4×100m wisselslag       |
| 2020 | Geen toernooien vanwege de coronapandemie | Geen toernooien vanwege de coronapandemie                                                             | Geen toernooien vanwege de coronapandemie                                                                                                  | Geen toernooien vanwege de coronapandemie | Geen toernooien vanwege de coronapandemie |
| 2021 | 5e 200m schoolslag                        | | 50m schoolslag · 100m schoolslag · 200m schoolslag · 16e 100m wisselslag · 4×50m wisselslag · 4×100m wisselslag · 4×50m wisselslag gemengd |                                           |                                           |
| 2022 |                                           | 50m schoolslag · 100m schoolslag · 5e 200m schoolslag · 4×100m wisselslag · 4×100m wisselslag gemengd | 13-18 december |                                           |                                           |

## Persoonlijke records
Bijgewerkt tot en met 21 juni 2022
Kortebaan
| Afstand         | Tijd    | Datum             | Plaats    |
| --------------- | ------- | ----------------- | --------- |
| 50m schoolslag  | 25,53   | 21 december 2021  | Abu Dhabi |
| 100m schoolslag | 55,56   | 4 december 2021   | Eindhoven |
| 200m schoolslag | 2.02,20 | 21 november 2020  | Boedapest |
| 100m wisselslag | 52,55   | 12 september 2021 | Napels    |
| 200m wisselslag | 1.55,10 | 5 oktober 2018    | Boedapest |

Langebaan
| Afstand         | Tijd    | Datum         | Plaats       |
| --------------- | ------- | ------------- | ------------ |
| 50m schoolslag  | 26,45   | 21 juni 2022  | Boedapest    |
| 100m schoolslag | 58,37   | 29 april 2022 | Greensboro   |
| 200m schoolslag | 2.07,55 | 12 juni 2021  | Omaha        |
| 200m wisselslag | 2.01,04 | 1 juli 2017   | Indianapolis |